# Chermoula
La chermoula o charmoula (àrab: شرمولة, xarmūla) és un escabetx utilitzat en la cuina d'Algèria, de Líbia, del Marroc i de Tunísia. És tradicionalment utilitzat per assaonar peix o marisc, però també pot ser utilitzat amb carns o verdures.

## Ingredients
Els ingredients comuns inclouen all, comí, coriandre, oli, suc de llimona, i sal. Les variacions regionals també poden incloure llimones curades, ceba, bitxo molt, pebre negre, safrà, i altres herbes.

## Varietats
Les receptes per fer chermoula varien àmpliament depenent de la regió. A Sfax, Tunísia, la chermoula està curada amb peix salat i és sovint preparat durant Eid al-Fitr. Aquesta varietat regional està feta amb puré de raïm fosc assecat barrejat amb cebes cuites en oli d'oliva i espècies com clavell d'espècia, comí, bitxo, pebre negre i canyella.